# Tierralta
Tierralta – miasto w Kolumbii, w departamencie Córdoba. Według spisu ludności z 30 czerwca 2018 roku miasto liczyło 42 254 mieszkańców. 

## Urodzeni w Tierralta
- Miguel Borja, piłkarz[2]